# (6645) Arcetri
(6645) Arcetri es un asteroide que forma parte del Cinturón de asteroides y fue descubierto por Eleanor F. Helin, el 11 de enero de 1991, desde el observatorio del Monte Palomar, Estados Unidos.

## Designación y nombre
Arcetri se designó inicialmente como 1991 AR1. Más adelante, en 1996, fue nombrado así por el Observatorio de Florencia, trasladado en 1872 del centro de la ciudad a Arcetri, cerca de la casa donde falleció Galileo. El observatorio original, La Specola, también estuvo vinculado a Galileo, y entre sus directores del siglo XIX se encontraban los cazadores de cometas Pons, Donati y Tempel. Fue Donati quien trasladó el observatorio a su ubicación actual.

## Características orbitales
Arcetri está situado a una distancia media de 3,130 ua del Sol, pudiendo alejarse hasta 3,754 ua y acercarse hasta 2,506 ua. Tiene una excentricidad de 0,199 y una inclinación orbital de 0,786 grados. Emplea 2022,82 días en completar una órbita alrededor del Sol.
Los próximos acercamientos a la órbita de Júpiter ocurrirán el 16 de agosto de 2044, el 30 de diciembre de 2054 y el 24 de mayo de 2065.
Pertenece a la familia de asteroides de (24) Themis.

## Características físicas
La magnitud absoluta de Arcetri es 13,03. Tiene 11,894 km de diámetro y su albedo se estima en 0,125.